# Saint-Allouestre
Saint-Allouestre (tiếng Breton: Sant-Aleustr) là một xã ở tỉnh Morbihan trong vùng Bretagne tây bắc Pháp. Xã này có diện tích 16,48 km², dân số năm 1999 là 532 người. Khu vực này có độ cao từ 72-162 mét trên mực nước biển.
Cư dân của Saint-Allouestre danh xưng trong tiếng Pháp là Allouestriens.